# Očna arterija
Očna arterija (lat. arteria ophthalmica) je krvna žila glave koja okisgeniranom krvlju opskrbljuje oko i strukture u očnici (lat. orbita).
Očna arterija grane je nutarnje arterije glave (lat. arteria carotis interna), u orbitu ulazi zajedno s vidnim živcem (lat. nervus opticus) kroz vidni kanal (lat. canalis opticus). 

## Grane
Očna arterija daje sljedeće grane:
- lat. arteria lacrimalis
- lat. arteria centralis retinae
- lat. arteria supraorbitalis
- lat. arteria ethmoidalis anterior
- lat. arteria ethmoidalis posterior
- lat. arteriae palpebrales mediales
- lat. arteriae ciliares posteriores breves
- lat. arteriae ciliares posteriores longae
- lat. arteriae ciliares anteriores
- završne grane:
  - lat. arteria dorsalis nasi
  - lat. arteria supratrochlearis